# サウス・フェリー (マンハッタン)

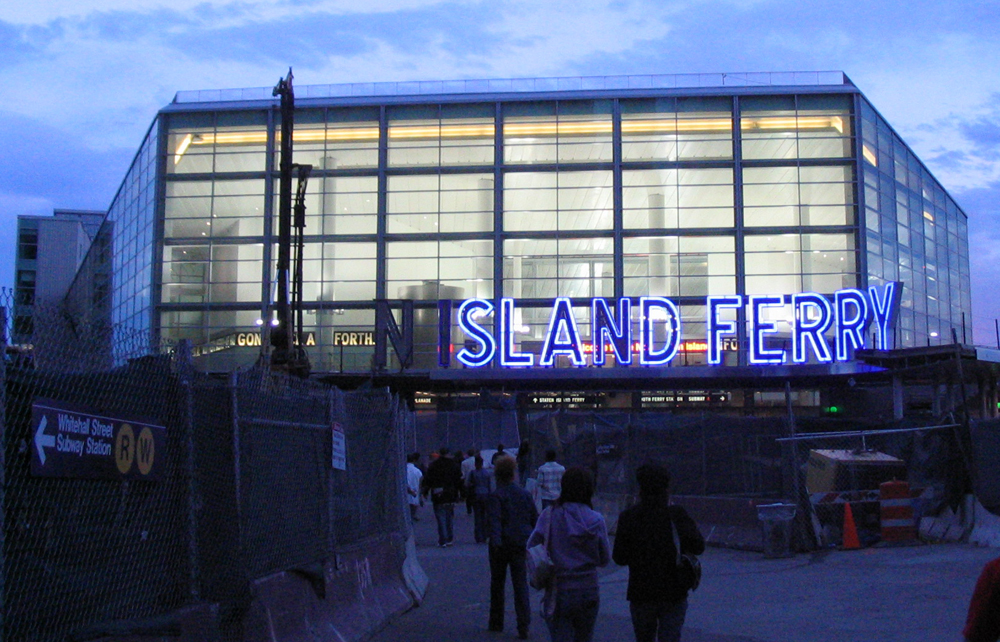
スタテン・アイランド・フェリー・ホワイトホール・ターミナル（2005年撮影）

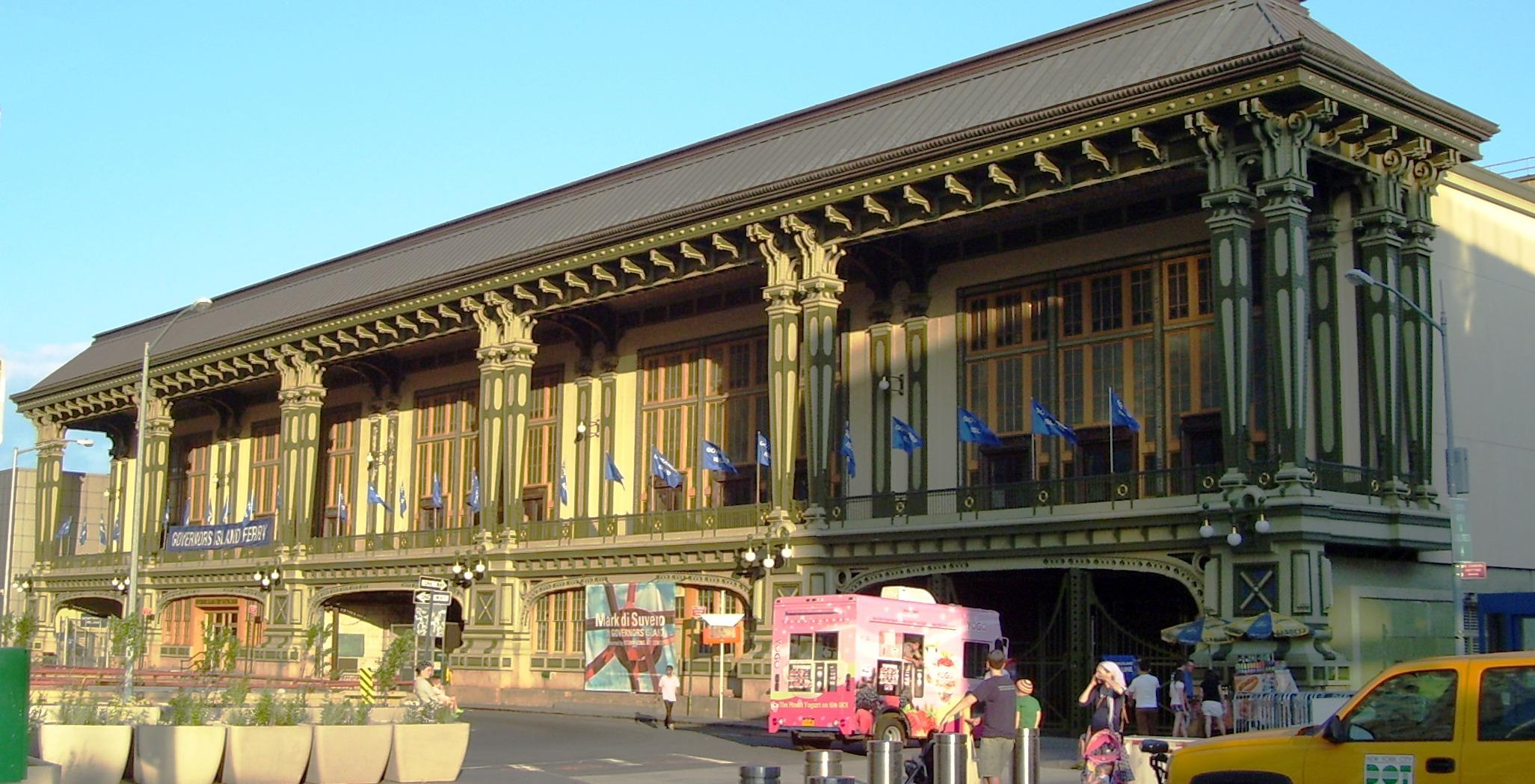
ガバナーズ島フェリー発着場所であるバッテリー・マリタイム・ビル

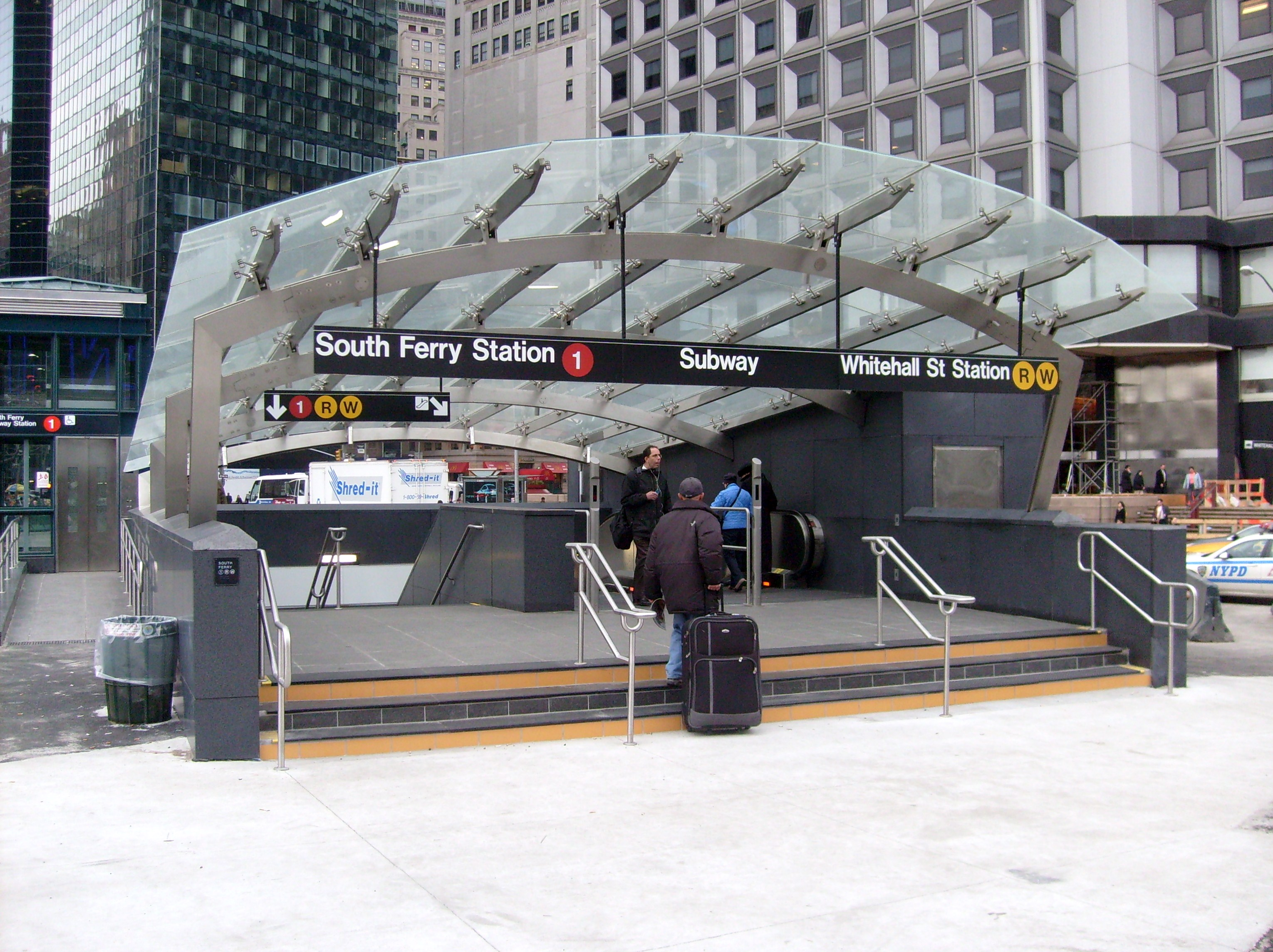
地下鉄サウス・フェリー駅の入り口

サウス・フェリー (英語: South Ferry) はニューヨーク市のマンハッタン島の最南端に位置する、スタテン・アイランド（ホワイトホール・ターミナル発着のスタテンアイランド・フェリー）およびガバナーズ島（バッテリー・マリタイム・ビル発着のフェリー）を結ぶフェリーの乗船・船積み施設が置かれている一帯の区域である。
サウス・フェリーの西側にはバッテリー・パークが隣接しており、この公園にはリバティ島およびエリス島へのフェリー用の入渠（ドック入り）場所がある。

## 歴史
かつては、サウス・フェリーには4路線が乗り入れるサウス・フェリー高架ターミナル駅があった。この路線はマンハッタンのすべての高架鉄道線と接続があった。それらは、それぞれIRT2番街線、IRT3番街線、IRT6番街線、IRT9番街線である。これらの路線は1938年から1955年にかけて徐々に閉鎖されていった。
サウス・フェリーの名前の起源はよく誤解されている。ニューヨーカーでさえ、この名前は地理的な位置関係から来ていると解釈する習慣がある。この名前の由来は、このエリアがマンハッタンの最南端に位置していることとフェリー施設があることから来ていると思われがちだが、実際は、当時は海路以外の交通が隔てられていたニューヨークの他のエリアとブルックリンを結んでいたフェリーのうちの一つであったサウス・フェリー (en) から来ている。サウス・フェリーの他にも、マンハッタンとブルックリンを結んでいた"オールド・フェリー" (Old Ferry) （後の"フルトン・フェリー" (en) で、この会社名はフルトン・ストリートの名前の由来となった）や、マンハッタンのCatherine Streetとさらに東方のブルックリンのMain Streetを結んでいた"ニュー・フェリー" (New Ferry) などがあった。
シティ・オブ・ブルックリン (en) が成長するにつれて、アトランティック・アベニュー (en) より南の"サウス・ブルックリン" (en) と呼ばれるエリアにも都市が拡大していったが、ブルックリン北部にあるフェリー・ターミナルからのアクセスが発達していなかった。こうして、1836年になってアトランティック・アベニューやサウス・ブルックリンへの直行する新しい旅客フェリー施設が設立され、"サウス・フェリー"と呼ばれることとなった。このフェリーはアトランティック・アベニューやブルックリン&ジャマイカ鉄道 (en) （後にロングアイランド鉄道の一部となった）とコボル・ヒル・トンネル (en) を通って接続していた。さらに、ブルックリンの地名であるサウス・フェリー (en) は、上述のフェリーが上陸するためのブルックリンのフェリー乗り場の名前に由来していた。

## 公共交通機関
サウス・フェリーにアクセスできる地下鉄駅：
- サウス・フェリー駅 - IRTブロードウェイ-7番街線1系統
- ホワイトホール・ストリート-サウス・フェリー駅 - BMTブロードウェイ線N R W系統
- ボウリング・グリーン駅 - IRTレキシントン・アベニュー線4 5系統
  - 1977年まではIRTレキシントン・アベニュー線のいくつかの電車はサウス・フェリー駅にも停車していた。
- ブロード・ストリート駅 - BMTナッソー・ストリート線J Z系統

このフェリー・ターミナルに停車するバス停：
- M15セレクト・バス・サービス (en) 路線 - フェリー・ターミナル正面のループに停車駅がある
- サウス・フェリー内ではないが、他のバス路線も近くの通りに停車駅がある